# Capitale de la culture islamique
Pour les articles homonymes, voir capitale de la culture.
Le titre de capitale de la culture islamique est décerné pour un an par l'Organisation islamique pour l'éducation, les sciences et la culture (ISESCO), depuis 2006, à plusieurs villes qui représentent trois régions du monde islamique : la région arabe, la région africaine et la région asiatique. En 2005, une première ville, unique, avait été choisie comme capitale de la culture islamique : La Mecque.[réf. nécessaire]

## Liste des capitales de la culture islamique
Les capitales sont désignées plusieurs années en avance. La liste suivante indique donc aussi les capitales futures.
- 2005 : 
  - La Mecque ( Arabie saoudite)
- 2006 : 
  - Région arabe : Alep ( Syrie)
  - Région africaine : Tombouctou ( Mali)
  - Région asiatique : Ispahan ( Iran)
- 2007 : 
  - Région arabe : Fès ( Maroc) et Tripoli ( Libye)
  - Région africaine : Dakar ( Sénégal)
  - Région asiatique : Tachkent ( Ouzbékistan)
- 2008 : 
  - Région arabe : Alexandrie ( Égypte)
  - Région africaine : Djibouti ( Djibouti)
  - Région asiatique : Lahore ( Pakistan)
- 2009 : 
  - Région arabe : Kairouan ( Tunisie)
  - Région africaine : N'Djaména ( Tchad)
  - Région asiatique : Bakou ( Azerbaïdjan) et Kuala Lumpur ( Malaisie)
- 2010 : 
  - Région arabe : Tarim ( Yémen)
  - Région africaine : Moroni ( Comores)
  - Région asiatique : Douchanbe ( Tadjikistan)
- 2011 : 
  - Région arabe : Tlemcen ( Algérie) et Nouakchott ( Mauritanie)
  - Région africaine : Conakry ( Guinée)
  - Région asiatique : Jakarta ( Indonésie)
- 2012 : 
  - Région arabe : Najaf ( Irak)
  - Région africaine : Niamey ( Niger)
  - Région asiatique : Dacca ( Bangladesh)
- 2013 : 
  - Région arabe : Tripoli ( Liban)
  - Région africaine : Kano ( Nigeria)
  - Région asiatique : Ghazni ( Afghanistan)
- 2014 : 
  - Région arabe : Charjah ( Émirats arabes unis)
  - Région africaine : Ouagadougou ( Burkina Faso)
  - Région asiatique : Bichkek ( Kirghizistan)
- 2015 : 
  - Région arabe : Nizwa ( Oman)
  - Région africaine : Cotonou ( Bénin)
  - Région asiatique : Almaty ( Kazakhstan)
- 2016 : 
  - Région arabe : Koweït ( Koweït)
  - Région africaine : Freetown ( Sierra Leone)
  - Région asiatique : Malé ( Maldives)
- 2017 : 
  - Région arabe : Amman ( Jordanie) et Sennar ( Soudan)
  - Région africaine : Kampala ( Ouganda)
  - Région asiatique : Mashhad ( Iran)
- 2018 : 
  - Région arabe : Manama ( Bahreïn)
  - Région africaine : Libreville ( Gabon)
  - Région asiatique : Nakhitchevan ( Azerbaïdjan)
- 2019 : 
  - Région arabe : Tunis ( Tunisie)
  - Région africaine : Bissau ( Guinée-Bissau)
  - Région asiatique : Bandar Seri Begawan ( Brunei)
- 2020 : 
  - Région arabe : Le Caire ( Égypte)
  - Région africaine : Bamako ( Mali)
  - Région asiatique : Boukhara ( Ouzbékistan)
- 2021 : 
  - Région arabe : Doha ( Qatar)
  - Région africaine : Banjul ( Gambie)
  - Région asiatique : Islamabad ( Pakistan)
- 2022 : 
  - Région arabe : Damas ( Syrie)
  - Région africaine : Yaoundé ( Cameroun)
  - Région asiatique : Bandung ( Indonésie)
- 2023 : 
  - Région arabe : Benghazi ( Libye)
  - Région africaine : Mogadiscio ( Somalie)
  - Région asiatique : Selangor ( Malaisie)
- 2024 : 
  - Région arabe : Marrakech ( Maroc)
  - Région africaine : Lomé ( Togo)
  - Région asiatique : Kaboul ( Afghanistan)